# Matinkylä (stacja metra)
Matinkylä (szw. Mattby) – stacja metra helsińskiego znajdująca się w dzielnicy Matinkylä, na terenie Espoo. 
Stację otwarto 18 listopada 2017, w ramach budowy Länsimetro (metro zachodnie). Do 3 grudnia 2022 roku, kiedy ukończono drugą fazę projektu i otwarto odcinek do Kivenlahti, pozostawała stacją końcową.